# La filla de l’emperador Contastí
La filla de l'emperador Contastí és una novel·la breu. L’obra tracta temes com el rebuig de l'incest i la valoració de la castedat. Es creu que va ser escrita a principis del segle xv i es conserva en un manuscrit on també figura la Història de Jacob Xalabín, que havia format part de la biblioteca d’Hernando Colón. Les coincidències estilístiques entre ambdues narracions són prou significatives per atribuir-les a un mateix autor.